# Onthophagus rodentium
Onthophagus rodentium es una especie de insecto del género Onthophagus, familia Scarabaeidae, orden Coleoptera.

Fue descrita científicamente por Pittino en 2004.